# Lucjan Żeligowski

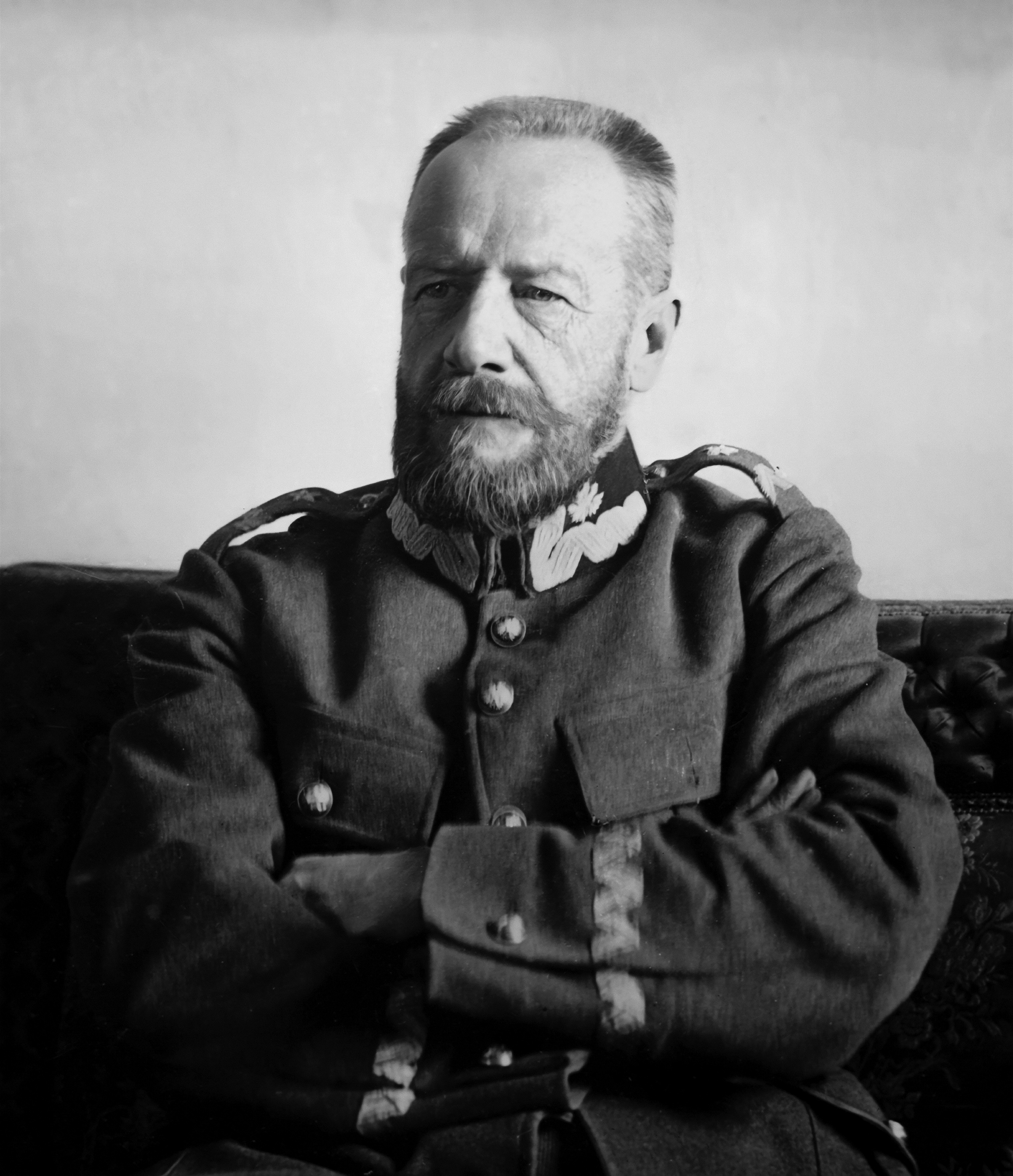
Lucjan Żeligowski

Lucjan Żeligowski (* 17. Oktober 1865 in Aschmjany, Russisches Kaiserreich; † 9. Juli 1947 in London) war ein polnischer General. Er nahm am Russisch-Japanischen Krieg, am Russischen Bürgerkrieg, am Ersten Weltkrieg, am Polnisch-Sowjetischen Krieg und am Zweiten Weltkrieg teil. Bekanntheit erlangte er als Staatsoberhaupt der kurzlebigen Republik von Mittellitauen.

## Leben
Nach dem erfolgreichen Abschluss seiner Ausbildung an einer Offiziersschule trat Żeligowski 1885 in die russische Armee ein und diente im Russisch-Japanischen Krieg von 1904/05.
Während des Ersten Weltkriegs befehligte er im Range eines Oberstleutnants ein Schützenregiment. Nach der Februarrevolution beteiligte er sich maßgeblich am Aufbau einer polnischen Armee in Russland. In der neu geschaffenen Armee wurde ihm zunächst ein Infanterieregiment unterstellt. Er wurde jedoch rasch befördert und erhielt das Kommando über eine Brigade. 1918 begann er mit der Aufstellung eines polnischen Verbandes im Kuban-Gebiet, aus dem er schließlich die 4. polnische Schützendivision formte. Diese Einheit focht zusammen mit den Verbänden des russischen Generals Denikin im russischen Bürgerkrieg gegen die Bolschewiki. Im Oktober 1918 wurde er zum Oberbefehlshaber über alle im russischen Bürgerkrieg auf Seiten der Weißen kämpfenden polnischen Verbände ernannt.
Nach der endgültigen Niederlage Denikins gegen die Bolschewiki und dem Ausbruch des Polnisch-Sowjetischen Krieges musste sich Żeligowski mit seinen Truppen nach Bessarabien zurückziehen. Dort beteiligte er sich an der Sicherung der rumänischen Grenze gegen Überfälle der Bolschewiki. Im April 1919 wurde seine Division nach Polen zurückgezogen, wo sie in die reguläre polnische Armee eingegliedert wurde.
Als persönlicher Freund Józef Piłsudskis, des Oberbefehlshabers der polnischen Armee im Polnisch-Sowjetischen Krieg, wurde Żeligowski bald zum General befördert. Ferner wurde er zum Befehlshaber der gesamten Litauisch-Weißrussischen Front ernannt. Ihm wurde eine Operationseinheit zugeteilt, die sich vor allem aus den aus Bessarabien mitgebrachten Einheiten sowie ehemaligen Partisanen zusammensetzte. Die nach Żeligowski benannte Operationseinheit war vornehmlich im Raum von Polesien und Pinsk im Einsatz. Während der Schlacht von Warschau war Żeligowski der 3. polnischen Armee zugeordnet und beteiligte sich an der Verfolgung der geschlagenen Bolschewiki und an der Schlacht am Njemen.

### In Litauen
Im Oktober 1920 wurde Żeligowski, da er auf dem Gebiet des vormaligen Großfürstentums Litauen geboren war, mit dem Kommando über die erste Litauisch-Weißrussische Infanteriedivision betraut. Dieser gehörten vornehmlich Freiwillige und Partisanen an, die aus dem heutigen Gebiet von Litauen und Belarus stammten.  Mit dieser Truppe besetzte Żeligowski am 12. Oktober 1920 im Handstreich die Stadt Vilnius in Litauen.  Am nächsten Tag proklamierte er die unabhängige Republik von Mittellitauen mit der Hauptstadt Vilnius. Dieses Gebilde beherrschte er zunächst als Militärdiktator, gab seine Macht dann jedoch an ein gewähltes Parlament ab, das gleich darauf den Anschluss Mittellitauens an Polen beschloss.

### 1921 bis 1947
Nach dem Vollzug des Anschlusses wurde Żeligowski zum Generalleutnant befördert und setzte als solcher seinen Dienst in der polnischen Armee fort. Er diente als Inspekteur des Heeres und Kommandant des Militärdistrikts von Warschau. 1925 wurde er schließlich polnischer Verteidigungsminister. Anlässlich des Maiputsches von Piłsudski im Mai 1926 verlor er seinen Ministerposten zwar kurzzeitig, wurde indes schnell wieder zum Verteidigungsminister ernannt. Bald darauf gab er sein Amt jedoch auf und zog sich auf den Sitz seiner Familie in Andrzejewo nahe Wilna zurück.
1930 veröffentlichte Żeligowski seine Erinnerungen an den Polnisch-Sowjetischen Krieg in einem Buch mit dem Titel Der Krieg von 1920: Erinnerungen und Gedanken (Wojna w roku 1920. Wspomnienia i rozważania). Außerdem veröffentlichte er während dieser Zeit in diversen polnischen Tageszeitungen eine Vielzahl von Artikeln zu kriegerischen Auseinandersetzungen des frühen 20. Jahrhunderts. Von 1935 bis 1939 saß er als gewählter Abgeordneter im polnischen Sejm.
Sogleich nach dem deutschen Überfall auf Polen am 1. September 1939 meldete sich Żeligowski als Freiwilliger zur polnischen Armee. Wegen seines hohen Alters von mittlerweile 74 Jahren und seiner angeschlagenen gesundheitlichen Verfassung wurde er jedoch nicht angenommen. Er diente aber als Berater des Kommandeurs der polnischen Südfront. Im Gefolge der polnischen Niederlage entging Żeligowski der Gefangennahme durch die Deutschen und die Sowjets durch eine Flucht ins Exil nach Frankreich. Dort schloss er sich der Polnischen Exilregierung an und musste nach der Eroberung Frankreichs durch die Wehrmacht im Jahre 1940 weiter nach London fliehen.
Nach dem Ende des Krieges kündigte Żeligowski seine baldige Rückkehr nach Polen an. Hierzu kam es jedoch nicht mehr, da er am 9. Juli 1947 plötzlich im Exil in London verstarb. Sein Leichnam wurde nach Warschau überführt. Als Ehrenbürger der Stadt wurde er auf dem Powązki-Friedhof beigesetzt.

## Verweise